# 洲本市民広場

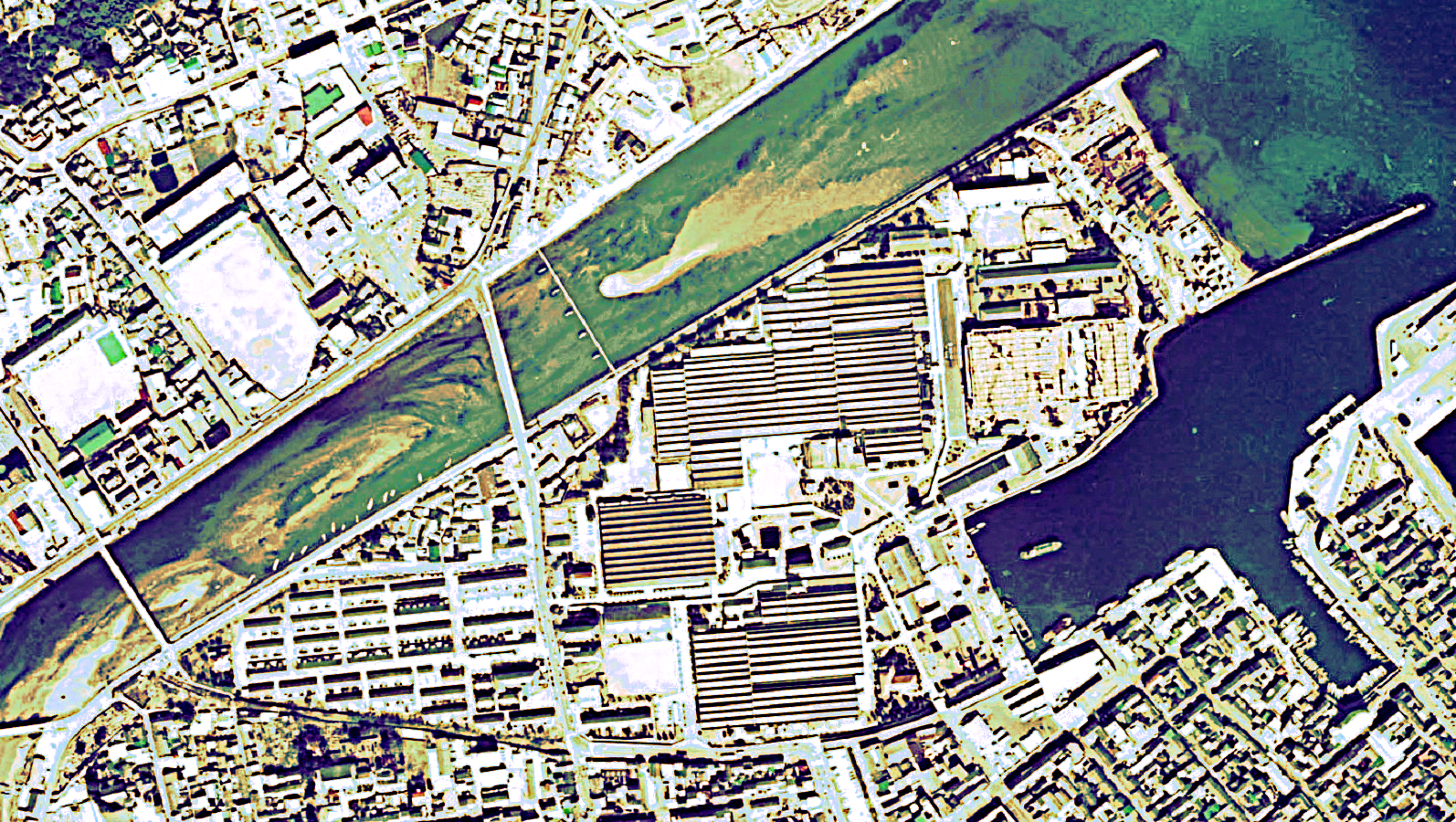
1975年当時の鐘紡洲本工場

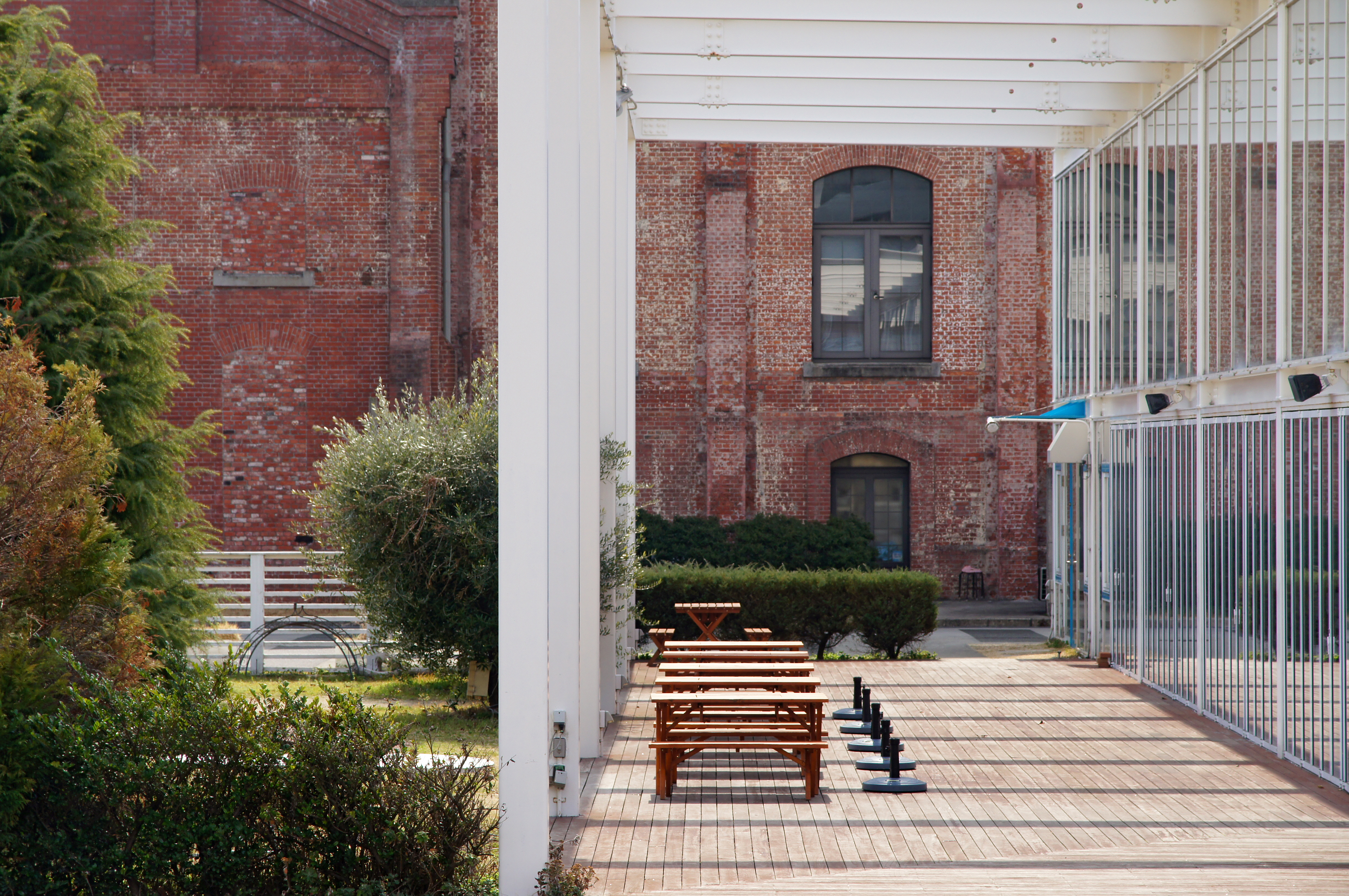
レストラン「タイムアフタータイム」

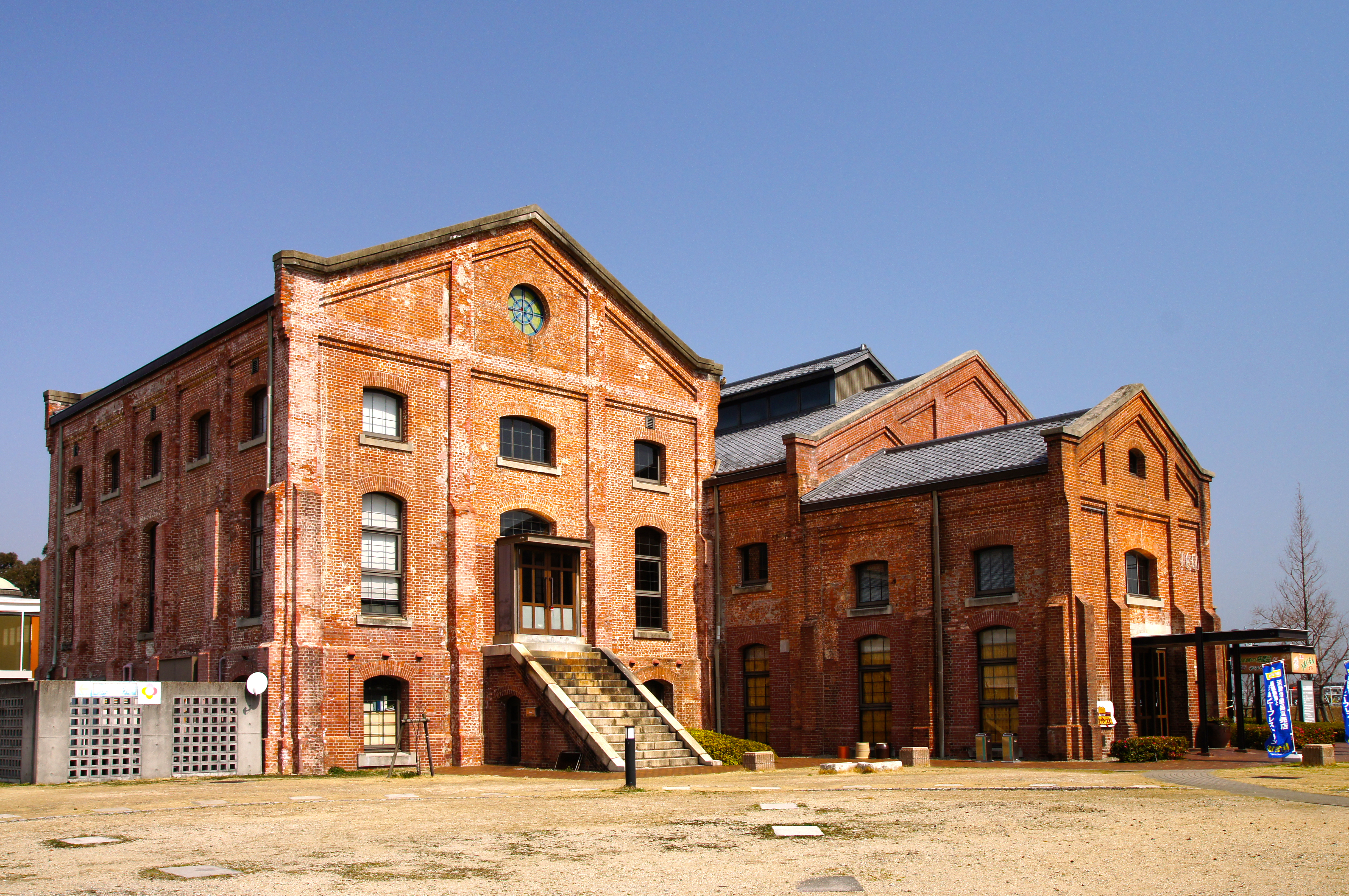
旧鐘紡洲本第3工場汽缶室
（淡路ごちそう館 御食国）

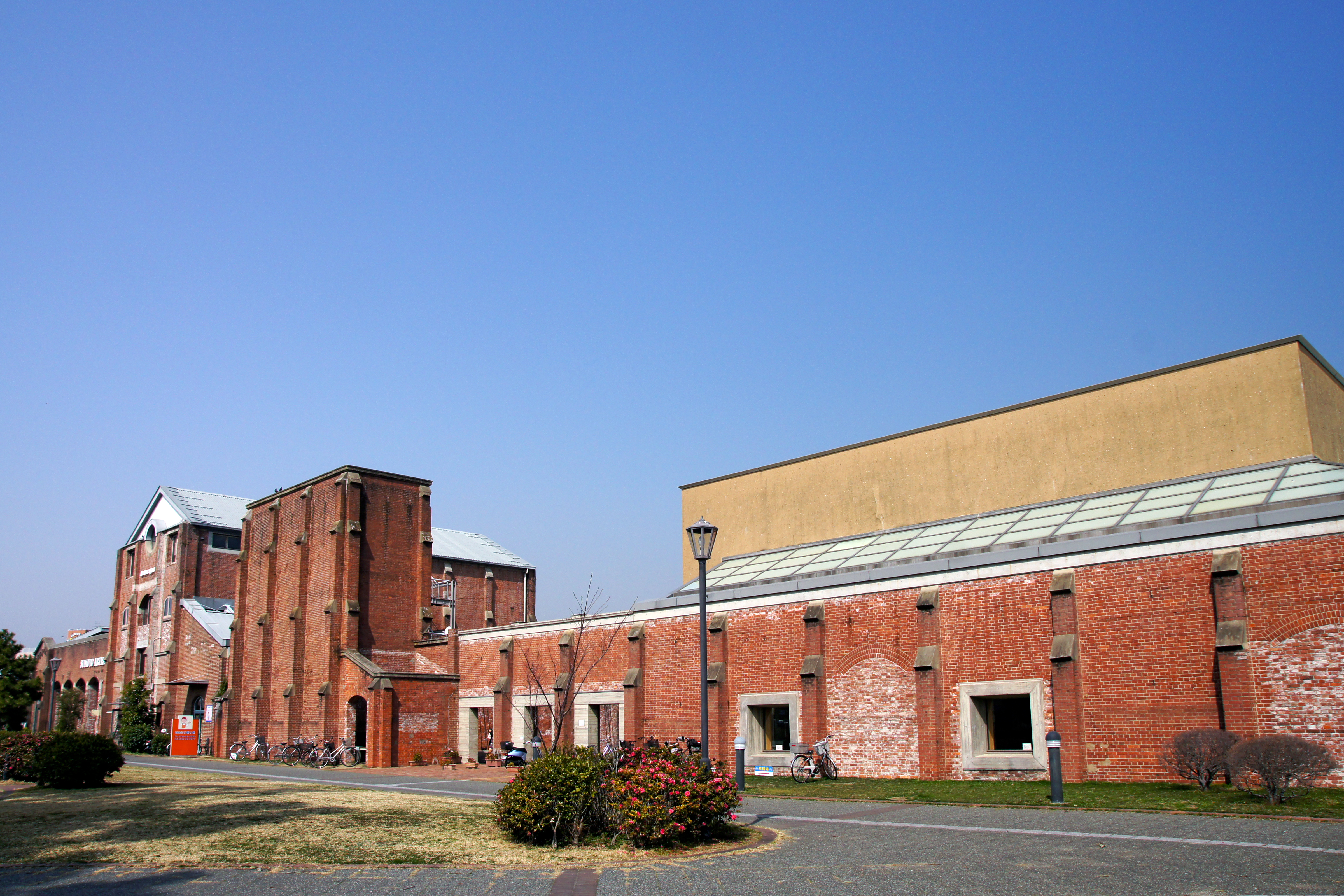
アルチザンスクエアと洲本図書館（右）

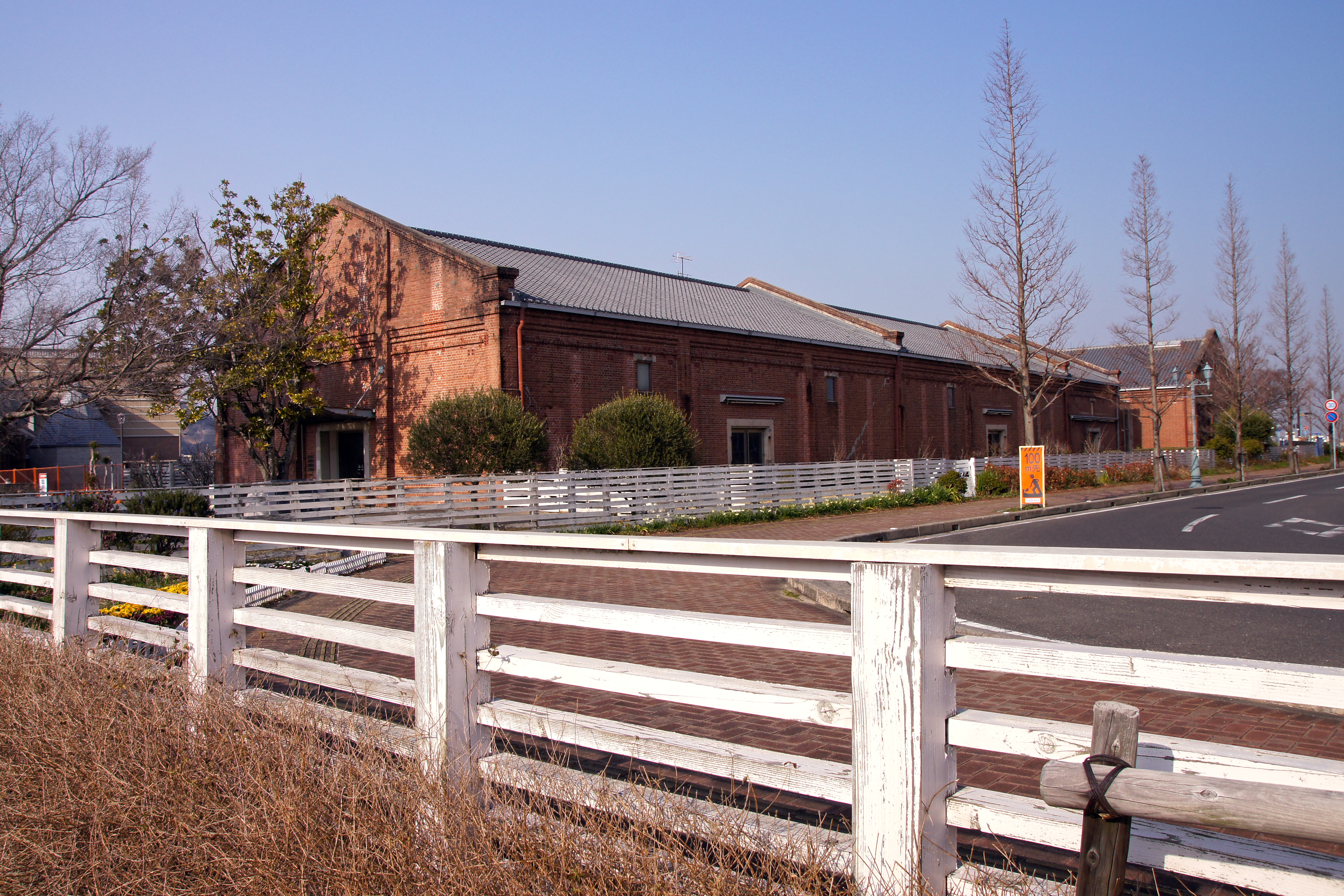
旧鐘紡洲本工場原綿倉庫

洲本市民広場（すもとしみんひろば）は兵庫県洲本市にある都市公園。洲本市新都心ゾーンの中核を成す公園施設である。園内には近代日本における有数の紡績工場であり近代化産業遺産に認定される旧鐘紡（現：クラシエ）洲本工場の赤レンガ建築群が遺され、図書館やレストラン施設として再生されている。

## 沿革
東京に本社を置く鐘淵紡績は淡路紡績を買収して1900年（明治33年）に兵庫県津名郡洲本町ノ内細工町（当時、現在の洲本市）で操業を開始した。その8年後の1908年（明治41年）に同町塩屋に20ヘクタールの土地を確保して工場を移転する。昭和初期までに全て赤レンガ建築の第一、第二、第三、第四、第五工場（面積32,700平方メートル）が竣工。これらの工場跡地が、20世紀末から21世紀初めにかけ洲本市新都心ゾーンとして整備されている地区にあたる。当地区における整備計画推進にあたっては、土地所有者である鐘紡とカネボウ電子の意向を受けて、樹木の保存を最優先している。地区内にある赤レンガ建築群は、経済産業省の近代化産業遺産に認定されている。

### 年表
- 1900年（明治33年） - 鐘淵紡績、淡路紡績を買収して洲本町ノ内細工町で創業開始。
- 1908年（明治41年） - 鐘淵紡績、塩屋に工場移転。
- 1950年（昭和25年） - 昭和天皇行幸。
- 1987年（昭和62年） - 工場閉鎖。
- 1994年（平成6年） - 新都心ゾーン整備構想スタート。行政が市民広場、民間が建築物という役割分担を明確にして、整備実施を開始。
- 1995年（平成7年）11月 - 旧原綿倉庫を使用した民間美術館「ミュージアムパーク・アルファビア」開業
- 1998年（平成10年） - 旧第3工場汽缶室を使用した洲本市、農協、酪農、鐘紡などが出資する第三セクターが経営するレストラン「淡路ごちそう館御食国」開業
- 1998年（平成10年）9月 - 洲本市立図書館開館
- 2000年（平成12年） - ミュージアムパーク・アルファビア閉館
- 2001年（平成13年） - 旧第2工場汽缶室をリノベーションした洲本アルチザンスクエア開館

## 園内にある施設
- 洲本市立洲本図書館（旧鐘紡洲本第2工場）
- 洲本アルチザンスクエア（旧鐘紡洲本第2工場汽缶室）
- 旧鐘紡洲本工場原綿倉庫
- 淡路ごちそう館御食国（旧鐘紡洲本第3工場汽缶室）
- レストラン「タイムアフタータイム」
- 「静内の庭」 - 洲本市と姉妹都市提携をしている北海道新ひだか町（旧 静内町）の町木エゾヤマザクラが植樹されている。
- ドラゴンクエスト誕生30周年記念碑（2017年7月設置 同作の制作者・堀井雄二が洲本市出身であることから）

## 祭典
- 光の街・洲本 - 1998年から始まった、洲本市民広場をメイン会場とするイルミネーションイベント。

## 交通アクセス
- 神戸舞子バスストップから高速バス「洲本バスセンター」行きで約50分、終点下車、徒歩3分
- 徳島駅から高速バス「洲本バスセンター」行きで75分、終点下車、徒歩3分
- 洲本港 徒歩5分

## 周辺
- 洲本健康福祉館（徒歩1分）
- 兵庫県立淡路医療センター（徒歩3分）
- 大浜海岸（徒歩3分）
- 洲本温泉街